# Троїцька балка (заказник)
Троїцька балка — ботанічний заказник місцевого значення. Об'єкт розташований на території Мелітопольського району Запорізької області, село Терпіння, Старобердянське лісництво, квартал №83.
Площа — 1 га, статус отриманий у 1980 році.
Статус надано з метою збереження місць зростання лікарських рослин. Охороняється цілинна балка, де зростають кущі глоду та шипшини.